# Rives de Meurthe
Rives de Meurthe, aussi nommé Stanislas-Meurthe ou Les Deux Rives, est un quartier administratif de la ville de Nancy, dans le Grand Est.

## Situation
Situé à l'est de la ville, le quartier Rives de Meurthe s'étend depuis les rives de la Meurthe à l'est jusqu'au boulevard Lobau et au boulevard du 26e -Régiment-d'Infanterie à l'ouest. Au sud, il est délimité par la rue de Tomblaine et au nord par la rue du Crosne. Assez vaste, il est séparé du reste de la ville de Nancy par le canal de la Marne au Rhin. Il donne ainsi l'impression d'être une ville indépendante, jouxtant Nancy.

## Historique

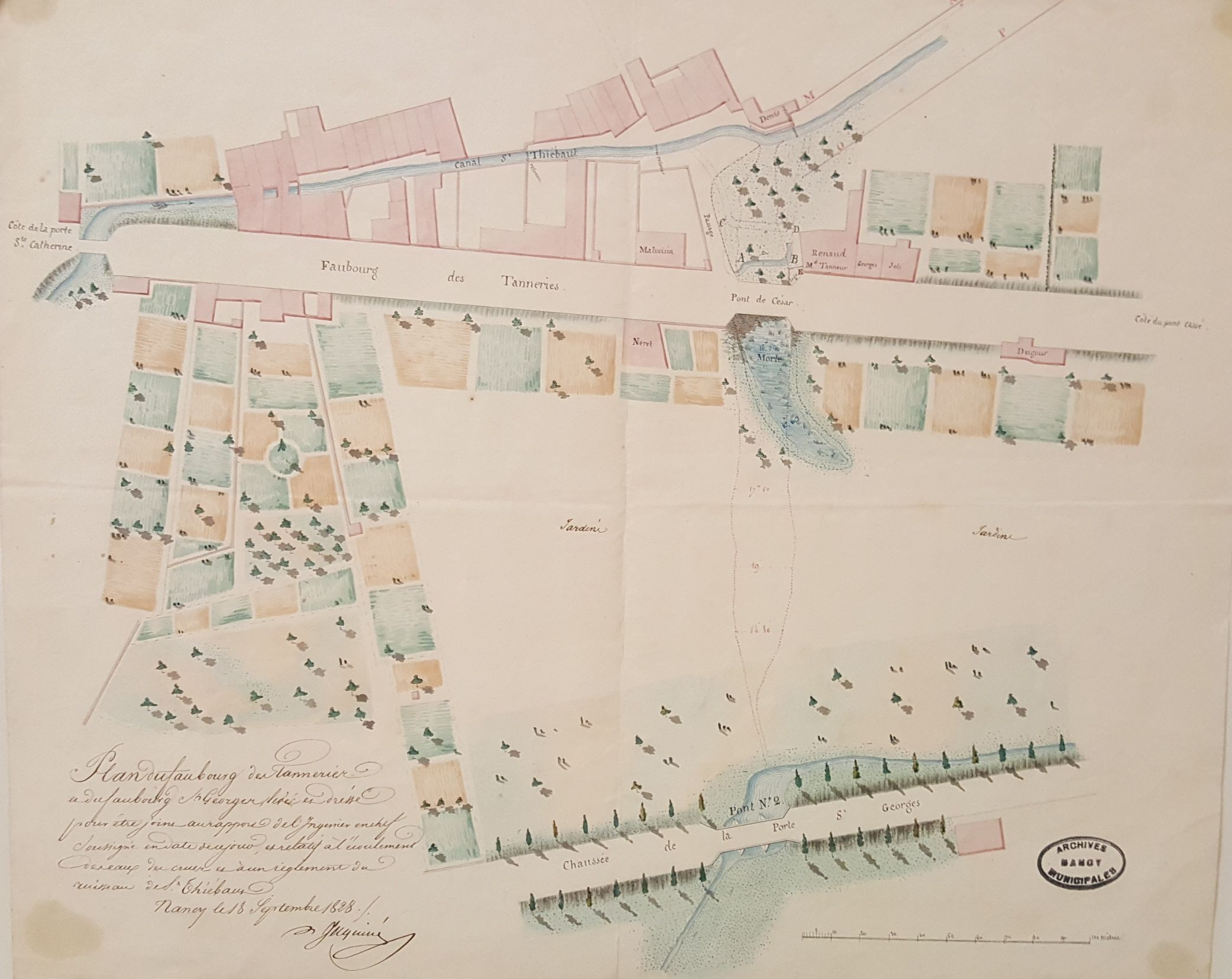
actuellement entre les rues Bazin et du XXe -Corps

On trouvait au nord le faubourg Sainte-Catherine, appelé longtemps faubourg des Tanneries et le faubourg Saint-Georges.
Cet ancien quartier industriel comporta longtemps des usines, des entrepôts et des entreprises spécialisées dans le domaine de la batellerie et de la tannerie. La rénovation a été entreprise au début des années 1990, commence peu à peu à se résidentialiser.

## Structure
Le quartier est composé de deux sections :
- Rives de Meurthe - Nord : proche de Malzéville, ayant un aspect plutôt industriel avec l'ancienne usine Alstom; on y trouve les Grands-Moulins de Nancy. Cette zone ne comporte pas de lieux attractifs pour l'instant, mais des logements sont en construction[2].
- Rives de Meurthe - Austrasie : véritable centre du quartier, cette partie se situe entre la Meurthe à l'est, et le canal de la Marne au Rhin à l'ouest. C'est dans cette zone que se trouvent le nouveau centre commercial des 2 Rives, la mairie de quartier, plusieurs établissements de l'université de Lorraine (dont l'INPL, l'ENSA, l'EEIGM, l'ENSGSI), des hôtels de tourisme, ou encore quelques pôles de divertissements comme le complexe cinématographique Kinepolis (18 salles) et L'Autre Canal (salle de spectacle de plus de 1 500 places[3]).

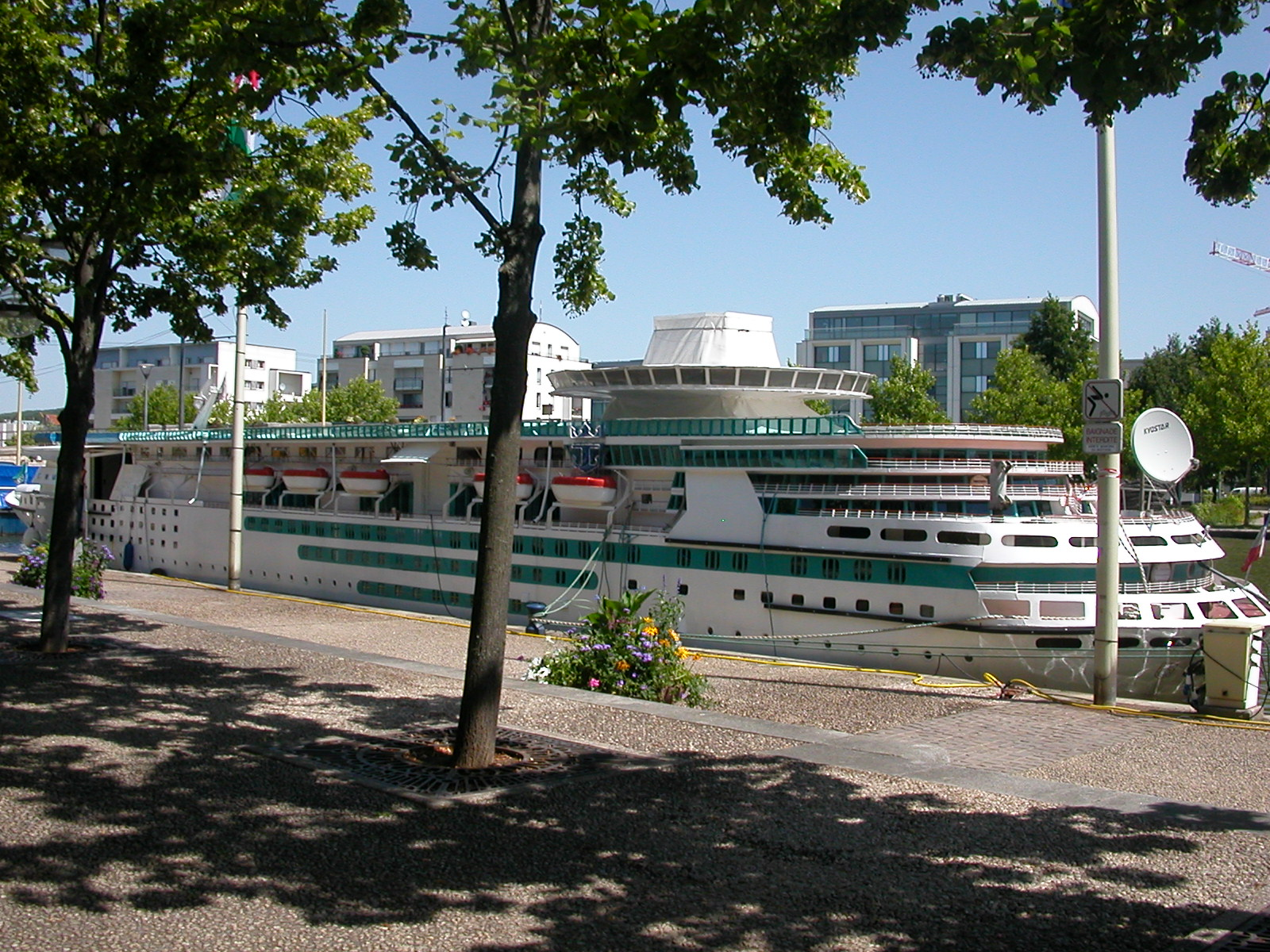
Réplique du Majesty of the Seas dans le port de Nancy, quartier Austrasie, en juillet 2007.

## Transports
Jusqu'aux années 1990, le quartier abritait la gare de Nancy-Saint-Georges, gare de marchandises autour de laquelle s'était développé ce quartier d'activités économiques.
Aujourd'hui le quartier est desservi par trois stations du tramway T1 de Nancy : Division de Fer à l'ouest, Saint-Georges au centre, et Cristalleries à l'est.